# MacGruber
MacGruber es una película cómica estadounidense de 2010 basada en el sketch del programa Saturday Night Live del mismo nombre. Fue dirigida por Jorma Taccone y protagonizada por Will Forte, Kristen Wiig y Val Kilmer. Aunque fue un fracaso de taquilla, con el tiempo se convirtió en una película de culto.

## Sinopsis
Parodia de la popular serie de televisión de la década de 1980 MacGyver, la película presenta a MacGruber, un torpe agente secreto que carece de habilidad e inteligencia, pero que, por cosas del destino, se las arregla para resolver los más intrincados asuntos internacionales.

## Reparto
- Will Forte es MacGruber.
- Kristen Wiig es Vicki Gloria St. Elmo
- Ryan Phillippe es Dixon Piper.
- Powers Boothe es Jim Faith.
- Val Kilmer es Dieter Von Cunth.
- Maya Rudolph es Casey Janine Fitzpatrick.
- Timothy V. Murphy es Constantine Bach.
- Chris Jericho es Frank Korver.
- Montel Vontavious Porter es Vernon Freedom.
- The Great Khali es Tug Phelps.
- Big Show es Brick Hughes.
- Mark Henry es Tut Beemer.
- Kane es Tanker Lutz.